# Шос
Шос (пол. Szos, нім. Schoss) — прямий податок, що платили міщани у Речі Посполитій, зокрема на українських землях, які входили до її складу у XV—XVIII століттях. Спочатку стягувався міською владою на надзвичайні потреби міста, але близько 1400 року з'являється так званий шосовий збір, що йшов до королівської скарбниці. Початково мав характер добровільного внеску з боку міської громади на побажання короля, однак вже на початку XV століття шос перетворився на податок, що сплачувала не громада загалом, а кожний міщанин окремо. З 1456 року встановлення шосу залежало від сеймиків чи сейму. Об'єктом оподаткування було нерухоме майно (земля, будинки, товари, гроші тощо).